# Ivana Curčić
Ivana Curčić est une ancienne joueuse de volley-ball serbe née le 15 janvier 1982 à Belgrade.  Elle mesure 1,84 m et jouait au poste d'attaquante. Elle a totalisé 22 sélections en équipe de Serbie.

## Clubs
| Club                     | De        | À         |
| ------------------------ | --------- | --------- |
| Étoile rouge de Belgrade | 2000-2001 | 2002-2003 |
| İller Bankası            | 2003-2004 | 2003-2004 |
| Kanti Schaffhouse        | 2004-2005 | 2004-2005 |
| Vicence Volley           | 2006-2007 | 2008-2009 |
| VC Weert                 | 2009-2010 | 2009-2010 |
| PA Venelles              | 2010-2011 | 2010-2011 |

## Palmarès
- Championnat de Serbie
  - Vainqueur : 2002, 2003.
- Coupe de Serbie
  - Vainqueur : 2002.